# Батагов, Арсений Павлович
Арсе́ний Па́влович Бата́гов (укр. Арсеній Павлович Батагов; род. 5 марта 2002, Берёзовка, Харьковская область) — украинский футболист, защитник клуба «Трабзонспор».

## Клубная карьера
Арсений начинал свою карьеру в академии харьковского «Металлиста» и ДЮСШ из Люботина, позднее он присоединился к юношеской команде «Днепра». Его дебют за взрослую команду «сине-бело-голубых» состоялся 22 апреля 2018 года в матче Второй лиги Украины против клуба «Металлист 1925». Всего в своём первом сезоне на взрослом уровне полузащитник провёл 4 игры. В сезоне 2018/19 он перешёл в «Днепр-1» и принял участие в 8 встречах Первой лиги. Его клуб выиграл турнир и вышел в украинскую премьер-лигу.
Свой первый матч в чемпионате Украины Арсений провёл 31 июля 2019 года, целиком отыграв встречу с донецким «Олимпиком». В том сезоне полузащитник суммарно принял участие в 14 матчах украинского первенства. Первый мяч в своей клубной карьере Арсений забил 30 сентября 2020 года, поразив ворота клуба «Горняк-Спорт» в матче Кубка Украины.

## Карьера в сборной
В 2019—2020 годах Арсений представлял Украину на юношеском уровне, отыграв в сумме 6 встреч и забив 1 гол. С 2020 года полузащитник является членом молодёжной сборной Украины.
В составе молодёжной сборной Украины (до 21 года) принял участие в Чемпионате Европы по футболу среди молодёжных команд 2023, на котором команда дошла до полуфинала.

## Клубная статистика
| Выступление      | Выступление      | Выступление      | Чемпионат | Чемпионат | Кубок Суперкубок | Кубок Суперкубок | Еврокубки | Еврокубки | Итого | Итого |
| Клуб             | Лига             | Сезон            | Игры      | Голы      | Игры             | Голы             | Игры      | Голы      | Игры  | Голы  |
| ---------------- | ---------------- | ---------------- | --------- | --------- | ---------------- | ---------------- | --------- | --------- | ----- | ----- |
| Днепр            | ВФЛ              | 2017/18          | 4         | 0         | 0                | 0                | —         | —         | 4     | 0     |
| Днепр            | Итого            | Итого            | 4         | 0         | 0                | 0                | 0         | 0         | 4     | 0     |
| Днепр-1          | ПФЛ              | 2018/19          | 8         | 0         | 2                | 0                | —         | —         | 10    | 0     |
| Днепр-1          | УПЛ              | 2019/20          | 14        | 0         | 1                | 0                | —         | —         | 15    | 0     |
| Днепр-1          | УПЛ              | 2020/21          | 15        | 0         | 1                | 1                | —         | —         | 16    | 1     |
| Днепр-1          | Итого            | Итого            | 37        | 0         | 4                | 1                | 0         | 0         | 41    | 1     |
| Всего за карьеру | Всего за карьеру | Всего за карьеру | 41        | 0         | 4                | 1                | 0         | 0         | 45    | 1     |

## Достижения
«Днепр-1»
- Победитель Первой лиги: 2018/19

«Заря» (Луганск)
- Бронзовый призёр чемпионата Украины: 2022/23

Сборная Украины
- Бронзовый призёр молодёжного чемпионата Европы: 2023
- Победитель турнира в Тулоне: 2024